# Dino Stalker
Dino Stalker conosciuto in Giappone come Gun Survivor 3: Dino Crisis (ガンサバイバー3 ディノクライシス?, Gansabaibā 3: Dino Kuraishisu), è uno sparatutto in prima persona creato da Capcom, pubblicato per PlayStation 2 il 27 giugno 2002.
Dino Stalker è il terzo capitolo nella serie Gun Survivor della Capcom. Anche se i giochi della serie Gun Survivor sono uno spin-off della serie Resident Evil, Dino Stalker è l'unico senza alcun legame con esso, dato che fa parte della serie Dino Crisis.

## Trama
Il gioco è centrato sul tenente Mike Wired, che viene colpito durante una intensa battaglia aerea durante la Seconda Guerra Mondiale. Impossibilitato a compiere qualsiasi azione, Mike sembra essere condannato, fino a che egli è improvvisamente teletrasportato verso il cielo di 3 000 000 di anni dopo, dove deve difendersi da un esercito di predatori preistorici volanti.
Quando arriva a terra, vede molti più dinosauri e deve combattere con loro con qualsiasi arma riesca ad acquisire. Egli sente una voce sul suo nuovo Communicator da polso, che gli dice di trovare una ragazza chiamata Paula. Quando trova Paula, essa si limita a rispondere "Trinity" prima che comparisse un grosso numero di dinosauri. Trinity è in realtà un dinosauro con notevole intelligenza che può richiamare altri dinosauri ad attaccare il giocatore, come succede nel corso della lotta contro il boss.
Infine, Mike vede Paula intrappolata in un burrone ed è in grado di salvarla. Dopo la fuga in una jeep attraverso una città vuota, è emerso che l'uomo che parla a Mike è Dylan Morton di Dino Crisis 2, che è anche il padre di Paula.
Dopo che la lotta è finita, Mike è rinviato al proprio tempo, nella stessa battaglia aerea in cui si trovava all'inizio del gioco. Un aereo rivale lo spara dal basso, e lui si paracaduta fuori. vengono mostrati i proiettili che stanno per colpire Mike alla sua destra, ma Paula teletrasporta i proiettili altrove. Il gioco si conclude con il salvataggio di Mike su una barca.

## Dinosauri
"Carnotaurus"
Inizialmente i boss indiscussi del gioco, i Carnotaurus del gioco sono due, un maschio di colore marrone con strisce giallo-arancio ed una femmina grigia striata di nero. Hanno lunghe corna da toro (il maschio) e da mucca (la femmina), un cranio schiacciato e denti affilati.
"Compsognathus"
Piccoli ma astuti dinosauri, capaci di rubare oggetti dall'inventario del giocatore.
"Kronosaurus"
Questi rettili marini sono molto grandi e pericolosi. Nuotatori potenti, possiedono mascelle allungate e piene di denti.
"Oviraptor"
Ancora velenosi da Dino Crisis 2, gli Oviraptor assomigliano ai Velociraptor sia per rapidità che per anatomia, distinguendosi da essi per le dimensioni minori e la forma della testa, dotata di una cresta e di un becco privo di denti.
"Plesiosaurus"
Altri rettili marini, nuotatori lenti ma molto forti e resistenti. Il loro punto debole è il lungo collo, che drizzano fuori dall'acqua quando stanno per attaccare.
"Pteranodon"
Pterosauri che volano a gran velocità e dotati di artigli e becchi affilati come rasoi. I primi animali preistorici del gioco.
"Triceratops"
Il Triceratops è un erbivoro molto grande, protetto da una pelle molto dura e capace di caricare molto velocemente, infliggendo ferite gravi con i suoi lunghi corni aguzzi.
 Trinity ("Troodon") 
Un dinosauro geneticamente modificato che serve da boss. Molto simile ai Velociraptor, è agile e aggressivo, capace di richiamare altri dinosauri carnivori ed impartire loro ordini.
Tyrannosaurus rex 
Ritornato in gioco dalla sconfitta dei due primi Dino Crisis, il Tyrannosaurus del gioco è molto pericoloso e potente. Di color nero pece, può dilaniare il giocatore in qualsiasi istante con la sua possente mandibola.
"Velociraptor"
Un dinosauro feroce e agile che attacca in gruppo. Ha diverse colorazioni, ma le principali sono il marrone ed il verde.